# Antonio Patard
Antonio Patard. auch Antonius Patard, Patart, Patardi, Batardi, Patavius (* um 1550; † nach 1605) war ein italienischer Trompeter und Komponist.

## Leben
Auf Grund des Namens wird als Geburtsort Padua angenommen, obwohl Patard gerade die in diesem Fall korrekte Namensform Patavinus niemals verwendete. 1598 wurde er erstmals als Trompeter der italienischen Kapelle am Hof von König Sigismund III. in Warschau erwähnt. 1605 leitete er anlässlich der Heirat Sigismunds mit Constanze von Österreich eine Aufführung eigener Werke. Vermutlich ist er in Warschau gestorben. Von seinen Kompositionen sind zwei sechsstimmige Motetten und eine unvollständige achtstimmige Messe überliefert.

## Quelle
- ad artem musicae - Antonio Patard

| Personendaten    | Personendaten                                                                            |
| ---------------- | ---------------------------------------------------------------------------------------- |
| NAME             | Patard, Antonio                                                                          |
| ALTERNATIVNAMEN  | Patard, Antonius; Patart, Antonio; Patardi, Antonio; Batardi, Antonio; Patavius, Antonio |
| KURZBESCHREIBUNG | italienischer Trompeter und Komponist                                                    |
| GEBURTSDATUM     | um 1550                                                                                  |
| GEBURTSORT       | unsicher: Padua                                                                          |
| STERBEDATUM      | nach 1605                                                                                |
| STERBEORT        | unsicher: Warschau                                                                       |